# Щебетюк Олександр Дмитрович
Олекса́ндр Дми́трович Щебетю́к — полковник Збройних сил України, учасник російсько-української війни.

## З життєпису
Станом на серпень 2012-го — начальник служби Центрального управління інженерних військ, ГУ оперативного забезпечення ЗСУ.

## Нагороди
За особисту мужність, сумлінне та бездоганне служіння Українському народові, зразкове виконання військового обов'язку відзначений — нагороджений орденом Богдана Хмельницького III ступеня (3.11.2015).